# Dietmar Hochmuth (Regisseur)
Dietmar Hochmuth (* 21. März 1954 in Berlin) ist ein deutscher Filmregisseur, Filmpublizist und Hochschullehrer.

## Leben und Wirken

### 1954–1990
Der  Vater Arno Hochmuth war Literaturwissenschaftler, Professor für Kulturwissenschaften  an der Humboldt-Universität Berlin und Mitglied der Kulturabteilung des ZK der SED.
Dietmar Hochmuth besuchte eine Musikspezialschule in Ost-Berlin, war Mitglied im Kinderchor des Rundfunks der DDR und legte 1972 das Abitur ab.
Danach begann er als Regiehelfer beim DEFA-Studio für Spielfilme in Potsdam-Babelsberg zu arbeiten und absolvierte auch einen Lehrgang zum Regie-Assistenten an der dortigen Betriebsakademie.
1973 war er erstmals als Regieassistent bei dem Fernsehfilm Erziehung vor Verdun von Egon Günther beteiligt.
1973 begann Dietmar Hochmuth ein Regiestudium  am Allunionsinstitut für Kinematographie in Moskau und beendete dieses 1979 in der Meisterklasse von Giorgi Danelia.
Er lernte dort auch seine Frau, die Filmwissenschaftlerin Oksana Bulgakowa kennen, die er mit in die DDR brachte, und mit der er seitdem eng zusammenarbeitete.
Dietmar Hochmuth war danach wieder am DEFA-Studio für Spielfilme tätig und drehte dort 1983 seinen ersten Kinderfilm Mein Vater ist ein Dieb. Erst 1988 konnte er den nächsten Film In einem Atem fertigstellen. In  Motivsuche (1990) thematisierte er die Schwierigkeiten für einen jungen Dokumentarfilmregisseur, einen Film zu drehen, und erhielt dafür mehrere internationale Preise.

### Seit 1990
Seit 1990 drehte Dietmar Hochmuth Dokumentarfilme für  die Fernsehsender  ZDF, ORB, NDR, SR, 3sat und Arte. Er war auch  an der Zusammenstellung von Filmretrospektiven zur deutsch-russischen Geschichte  im Martin-Gropius-Bau und im Kino Arsenal in Berlin beteiligt. Er veröffentlichte  außerdem zahlreiche Aufsätze, Artikel und Rezensionen, vor allem zu russischen Filmen und Filmemachern der Gegenwart und Vergangenheit. 1996 gründete er mit seiner Frau Oksana Bulgakowa den Verlag PotemkinPress, der sich vor allem der russischen Filmtheorie und -praxis widmete.
Seit 1998 lehrte Dietmar Hochmuth an der Stanford University in Kalifornien Filmgeschichte und Filmausbildung und rezipierte  dabei auch  die Entwicklung des Films im wiedervereinigten Deutschland und analysierte Amerika-Bilder im deutschen Film und in der deutschen Literatur. Seit 1999 dreht er eine Langzeitdokumentation über das Silicon Valley.
Ab 2004 war Dietmar Hochmuth  Professor für Dokumentarfilmregie an der Internationalen Filmschule Köln. Ab 2006 lehrte er an der Technischen Kunsthochschule / Hochschule für Gestaltung in Berlin und ab 2010 als Vertretungsprofessor für Film und Video an der Fachschule Mainz, er war in dieser Zeit auch als Betreuer eines filmischen Modellversuchs an der Johannes-Gutenberg-Universität tätig.

## Filmografie (Auswahl)
Regie
- 1979 Heute abend und morgen früh, Diplomfilm
- 1983 Mein Vater ist ein Dieb, Kinderfilm, erster Film bei der DEFA
- 1988 In einem Atem, nach einer Erzählung von Wladimir Makanin
- 1989 Wir bleiben treu, mit Andrej Maljukow
- 1990 Motivsuche, vier Preise
- 1995 Motivsuche II. Schlußklappe '95, Dokumentarfilm, 30 Minuten

Regieassistenz
- 1973 Erziehung vor Verdun, von Egon Günther
- 1984 Romeo und Julia auf dem Dorfe, von Siegfried Kühn